# Романова, Анна Васильевна
А́нна Васи́льевна Рома́нова (1931 — 22 июля 2008 года) — прессовщица Кучинского комбината керамических облицовочных материалов Главного управления промышленности строительных материалов и строительных деталей при исполнительном комитете Московского городского Совета депутатов трудящихся, город Железнодорожный Московской области; Герой Социалистического Труда (1976). Член КПСС.

## Биография
Романова Анна Васильевна родилась в 1931 году на территории современной Орловской области. Русская.

### Детство
С октября 1941 по август 1943 годов находилась на оккупированной немецкими войсками территории. В 1942 году семью Игнатовых вместе с другими погрузили в вагоны и направили в Белоруссию в лагерь в районе города Барановичи. Анне с родителями и сёстрами удалось вырваться изплена и добраться до родных мест.
После войны получила школьное образование: 7 классов.  Затем переехала в текстильный посёлок Глухово (ныне в черте города Ногинска).

### Юность
Училась в ФЗУ и с 1950 года 5 лет работала прядильщицей на Глуховском хлопчатобумажном комбинате.
В 1955 году переехала в город Железнодорожный, где сначала работала на Реутовской прядильной фабрике.

### Прессовщица
В октябре 1958 года перешла работать прессовщицей керамических плиток на Кучинский завод керамических блоков. Вскоре в совершенстве освоила пресс, быстро достигла сменной выработки, а затем стала перевыполнять норму, работая без брака. Выпускала облицовочные глазурованные, фасадные цокольные плитки и плитки для пола.
Ежемесячно при плане в 6 тысяч плиток прессовала 8 тысяч. Подготовила 20 высококвалифицированных 
прессовщиков. 

### Государственное признание
В 1971 году была награждена орденом Трудового Красного Знамени.

Указом Президиума Верховного Совета СССР от 3 февраля 1976 года
за выдающиеся производственные успехи в выполнении заданий девятой пятилетки Романовой Анне Васильевне присвоено звание Героя Социалистического Труда с вручением ордена Ленина и золотой медали «Серп и Молот».

### Общественная деятельность
Наряду с работой на комбинате, была депутатом городского Совета депутатов; избиралась делегатом на партийные и профсоюзные съезды.
23 года проработала на Кучинском комбинате керамических материалов.

### Личная жизнь
В 1955 году вышла замуж и переехала в город Железнодорожный. 

Скончалась 22 июля 2008 года. Похоронена в городе Железнодорожном на Пуршевском кладбище.

## Награды
Награждена:
- орденами:
  - Ленина (03.02.1976, № 423698[2]),
  - Золотая медаль «Серп и Молот» (03.02.1976, медаль № 17412[2]),
  - Трудового Красного Знамени (07.05.1971),
- и медалями.

В 1985 году ей было присвоено звание «Почётный гражданин города Железнодорожного».